# Hacienda El Carmen

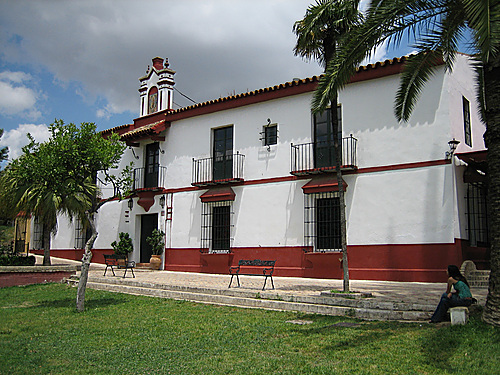
Vista general de la fachada principal.

Hacienda El Carmen es el nombre actual de una antigua alquería histórica situada en la localidad de Tomares,(Sevilla).

## Historia

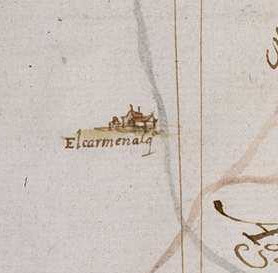
Imagen de la hacienda de El Carmen en el mapa de Obando de 1628

Situada cerca del arroyo de la Fuente, frente a la Venta de la Mascareta, sus orígenes se remontan a la época romana. Excavaciones arqueológicas han hallado, cerámica común, ánforas y cerámica africana, datadas entre los siglos I y VII d. C.
Alquería musulmana, posiblemente su desconocido nombre árabe formase parte de las heredades citadas en el repartimiento de Sevilla, donadas al Consejo de la ciudad.
Figura como alquería en el plano realizado en 1628 a instancias del Conde-Duque de Olivares.
Hasta el siglo XIX perteneció al patrimonio del Convento del Carmen Calzado de Sevilla, del que deriva su nombre actual.
A consecuencia de la Desamortización de Mendizábal, la hacienda fue expropiada a la Iglesia católica y vendida en pública subasta el día 17 de mayo de 1837 por la suma de 266.970 reales.
En los años setenta del siglo pasado, la degradación de la cornisa del Aljarafe sevillano, con su especulación urbanística provocó el abandono del caserío y de su olivar.
Actualmente, los terrenos donde se encontraba el centenario olivar, son una urbanización de chalets adosados.

## La hacienda olivarera
Antes de su transformación en la situación actual, el caserío estaba organizado en torno a un patio trapezoidal al que se accede a través de sencilla portada con remate de espadaña en cuyo frente se conserva un azulejo polícromo que representa la imagen de la Virgen del Carmen.
A la derecha quedaba el señorío, con capilla adosada a él, y a la izquierda el molino aceitero que tiene torre contrapeso con remate en pirámide enladrillada y pinaculillo central. Junto al molino quedaba otro patio alargado al que daban otras dependencias agrícolas.
Su arquitectura es del siglo XVIII, en colores blanco y almagra con interesante rejería de forja.

## Situación actual
Se encuentra situada en Tomares, perdida entre chalets adosados y centros comerciales. Tras su transformación en club social de la urbanización, aún podemos admirar los alterados restos de su fachada, y algunos restos arquitectónicos conservados en su interior.